# 木滑良

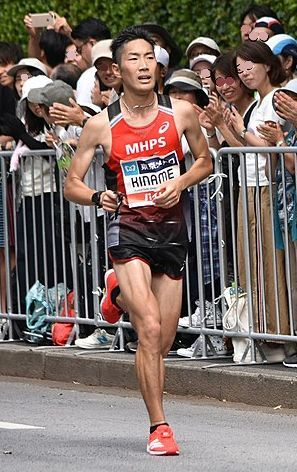
マラソングランドチャンピオンシップ（2019年9月15日撮影）

木滑 良（きなめ りょう、1991年1月22日 - ）は、日本の男子陸上競技選手。専門は長距離走・マラソン。三菱重工マラソン部に所属し、同部の主将を務める。妻は高校の先輩にもあたる、元陸上長距離選手の藤田真弓。

## 人物・経歴
長崎県出身。瓊浦高等学校卒業後の2009年に地元の三菱重工長崎 に入社し、マラソン部に所属する。同期にはのちにアジア大会で男子マラソン銀メダルを獲得する松村康平(山梨学院大学卒)がおり、共に「マラソンをやるつもりで入社した」と語る。
2014年の別府大分毎日マラソンでマラソンデビューを果たし、マラソンに積極的に取り組むが、同年には日本選手権5000mで入賞するなどスピードランナーとしての一面も持つ。
2016年4月に松村康平から主将を引き継ぎ、同年8月の北海道マラソンでは37キロ付近で自らスパートを仕掛けマラソン初優勝を果たす。駅伝でも主将として部を牽引し、九州実業団毎日駅伝では過去43度の優勝を誇る名門・旭化成陸上部を破り初優勝。過去最高順位の4位から大躍進した。2017年元日のニューイヤー駅伝では過去最高順位である前年の11位を上回る8位入賞を目標に掲げ、結果として目標と過去最高順位を大きく上回る4位入賞を果たした。
2018年2月の東京マラソン2018では、先頭のハイペースには付かずに後方集団で自重し、レース後半で追い上げる形式に。30Km付近から日本人3位争いの集団に加わり、39Km辺りで木滑自ら集団を抜け出していく。結果マラソン日本記録を5秒更新した設楽悠太（Honda）や、2時間6分台をマークした同僚の井上大仁（MHPS）には及ばなかったが、木滑自身初のサブテン（2時間10分未満）をマークする2時間8分台の自己記録を達成、総合7位・日本人3着でフィニッシュ。これにより、マラソングランドチャンピオンシップ（2020年東京オリンピック男子マラソン選考会）出場権を獲得した。

## 主な戦績

### マラソン全成績
| 年   | 大会                               | 順位 | 記録          | 備考                                                          |
| ---- | ---------------------------------- | ---- | ------------- | ------------------------------------------------------------- |
| 2014 | 第63回別府大分毎日マラソン         | 8位  | 2時間12分48秒 | 初マラソン                                                    |
| 2016 | 北海道マラソン2016                 | 優勝 | 2時間13分16秒 | マラソン初優勝                                                |
| 2017 | 第66回別府大分毎日マラソン         | 3位  | 2時間10分30秒 | 日本人2位                                                     |
| 2018 | 東京マラソン2018                   | 7位  | 2時間08分08秒 | 自己記録・日本人3位・MGCシリーズ第4弾（2020年東京五輪選考会） |
| 2019 | 東京マラソン2019                   | 26位 | 2時間17分19秒 |                                                               |
| 2019 | マラソングランドチャンピオンシップ | 18位 | 2時間18分51秒 |                                                               |

### その他主な成績
| 年   | 大会                           | 種目(区間)           | 順位     | 記録       | 備考                           |
| ---- | ------------------------------ | -------------------- | -------- | ---------- | ------------------------------ |
| 2011 | 第55回ニューイヤー駅伝         | 3区(13.6 km)         | 区間23位 | 40分05秒   | 総合26位                       |
| 2012 | 第56回ニューイヤー駅伝         | 1区(12.3 km)         | 区間8位  | 36分05秒   | 総合16位                       |
| 2013 | 第57回ニューイヤー駅伝         | 1区(12.3 km)         | 区間3位  | 35分19秒   | 総合24位                       |
| 2013 | 第50回九州実業団毎日駅伝       | 1区(13.4 km)         | 区間賞   | 40分25秒   | 総合5位                        |
| 2014 | 第58回ニューイヤー駅伝         | 1区(12.3 km)         | 区間2位  | 35分28秒   | 総合20位                       |
| 2014 | 第98回日本陸上競技選手権大会   | 5000m                | 6位      | 13分47秒05 |                                |
| 2016 | 第60回ニューイヤー駅伝         | 3区(13.6 km)         | 区間9位  | 38分53秒   | 総合11位(過去最高タイ)         |
| 2016 | 第53回九州実業団毎日駅伝       | 1区(12.9 km)         | 区間2位  | 38分17秒   | MHPS初優勝                     |
| 2016 | 第41回甲佐10マイルロードレース | 10マイルロードレース | 3位      | 46分47秒   |                                |
| 2017 | 第61回ニューイヤー駅伝         | 3区(13.6 km)         | 区間7位  | 38分50秒   | 総合4位(初入賞)                |
| 2018 | 第62回ニューイヤー駅伝         | 3区(13.6 km)         | 区間13位 | 39分30秒   | 総合8位(2年連続入賞)           |
| 2019 | 第63回ニューイヤー駅伝         | 6区(12.1 km)         | 区間9位  | 36分50秒   | 総合2位(過去最高、3年連続入賞) |
| 2020 | 第64回ニューイヤー駅伝         | 7区(15.5 km)         | 区間23位 | 47分11秒   | 総合17位                       |

## 自己記録
- 1500ｍ - 3分47秒33
- 5000ｍ - 13分40秒62 (元長崎県記録[7])
- 10000m - 28分18秒52
- ハーフマラソン - 1時間02分22秒
- マラソン - 2時間08分08秒